# Andrew Jennings
Andrew Jennings (3 de septiembre de 1943 - 8 de enero de 2022) fue un periodista de investigación escocés.

## Biografía
Nació en Escocia y de niño se trasladó a Londres, Inglaterra. Es nieto de un exjugador del Leyton Orient Football Club. Jennings trabajó para el The Sunday Times a finales de la década de 1960, tras lo cual trabajó para otros periódicos británicos antes de convertirse en un periodista de investigación en la BBC Radio 4. En 1986, la BBC se negó a emitir su documental sobre la corrupción en Scotland Yard, Jennings reaccionó dimitiendo y transformando el material en su primer libro, Scotland Yard's Cocaine Connection, y el documental fue emitido por el programa World in Action de Granada Television.
Trabajó posteriormente para Granada Productions, filmando varias investigaciones internacionales y pequeños documentales. Su investigación sobre la participación británica en el escándalo Irán-Contra ganó la medalla de oro en el New York TV Festival de 1989. En 1993, Jennings y su equipo entraron en Chechenia para investigar la actividad de la mafia del Cáucaso. En 1997 realizó para World in Action una investigación sobre el entrenador olímpico de natación británico Hamilton Bland, y en 1998 presentó un documental sobre la privatización del ferrocarril.
Su primera aparición en Panorama, un programa de actualidad documental, se produjo en 2006 (episodio titulado "The Beautiful Bung: Corruption and the World Cup") cuando Jennings investigó varias denuncias de corrupción en la FIFA, incluyendo sobornos millonarios para garantizar los derechos de comercialización a la empresa ISL junto con la compra de votos para asegurar el puesto del presidente de la FIFA, Joseph Blatter, y los sobornos y actos de corrupción atribuidos al Presidente de la CONCACAF, Jack Warner. Le siguió con un episodio titulado "FIFA and Coe" que explora la relación entre el ex olímpico británico Sebastian Coe y el Comité de Ética de la FIFA. El programa más destacado fue "FIFA's Dirty Secrets" (se estrenó el 29 de noviembre de 2010) que era una emisión de 30 minutos que investigaba las denuncias de corrupción contra algunos de los miembros del comité ejecutivo de la FIFA que votaron la sede para la Copa Mundial de Fútbol de 2018. Jennings afirma que Ricardo Teixeira, presidente de la Confederación Brasileña de Fútbol (CBF) y del Comité Organizador de la Copa Mundial de Fútbol de 2014, Nicolás Leoz de Paraguay, presidente de la Confederación Sudamericana de Fútbol (CONMEBOL), y Issa Hayatou de Camerún, presidente de la Confederación Africana de Fútbol (CAF), aceptaron sobornos de una empresa comercializadora de la televisación.

## Libros publicados
- Scotland Yard's Cocaine Connection, 1989 ISBN 978-0224025218
- The Lords of the Rings , Power, Money & Drugs in the Modern Olympics, 1992 ISBN 0-671-71122-9
- The New Lords of the Rings, 1996 ISBN 0-671-85571-9
- The Great Olympic Swindle, 2000 ISBN 978-0684866772
- Tarjeta roja. El libro secreto de la FIFA, 2006[4]
- Omertà: La FIFA de Sepp Blatter, familia del crimen organizado, 2014.

## Premios
- Royal Television Society. Por su trabajo para el canal 4 sobre la corrupción en las olimpiadas, 2000.

- El primer premio a la "Integridad en el periodismo" otorgado por OATH, 1999.

- "Gerlev Prize" por "contribuir a la libertad de expresión y a la democracia en el deporte", 1998.
- Miembro Honorario Vitalicio de la Asociación Americana de Entrenadores de Natación, teniendo en cuenta su trabajo de investigación sobre escándalos de dopaje y encubrimientos en la natación olímpica.
- "Mejor documental internacional", New York TV Festival, 1992